# Eurytomocharis heteromera
Eurytomocharis heteromera är en stekelart som först beskrevs av William Harris Ashmead 1894.  Eurytomocharis heteromera ingår i släktet Eurytomocharis och familjen kragglanssteklar. Inga underarter finns listade i Catalogue of Life.